# Simda
Simda (auch bekannt als Rloader) ist ein Botnet, das im April 2015 durch Interpol in Zusammenarbeit mit Behörden in verschiedenen Staaten und mehreren IT-Firmen zerschlagen wurde.
Simda ist ein Pay-per-install-Dienst, der zur Verbreitung von Schadsoftware gemietet werden kann. Auf infizierten Rechnern kann auf diese Weise weitere Schadsoftware installiert werden. Simda wurde in über 190 Ländern beobachtet, wobei die USA, das Vereinigte Königreich, Russland, Kanada und die Türkei am meisten betroffen sind. Es wird geschätzt, dass weltweit 770.000 Rechner infiziert wurden, die Microsoft Windows als Betriebssystem nutzen, davon mehr als 90.000 in den USA.
Am 9. April 2015 wurden zehn Command-and-Control-Server in den Niederlanden und weitere Server in den USA, Russland, Luxemburg und Polen vom Netz genommen.